# Clintonville, Wisconsin
Clintonville là một thành phố thuộc quận Waupaca, tiểu bang Wisconsin, Hoa Kỳ. Năm 2000, dân số của thành phố này là 4736 người.